# Kallskuret

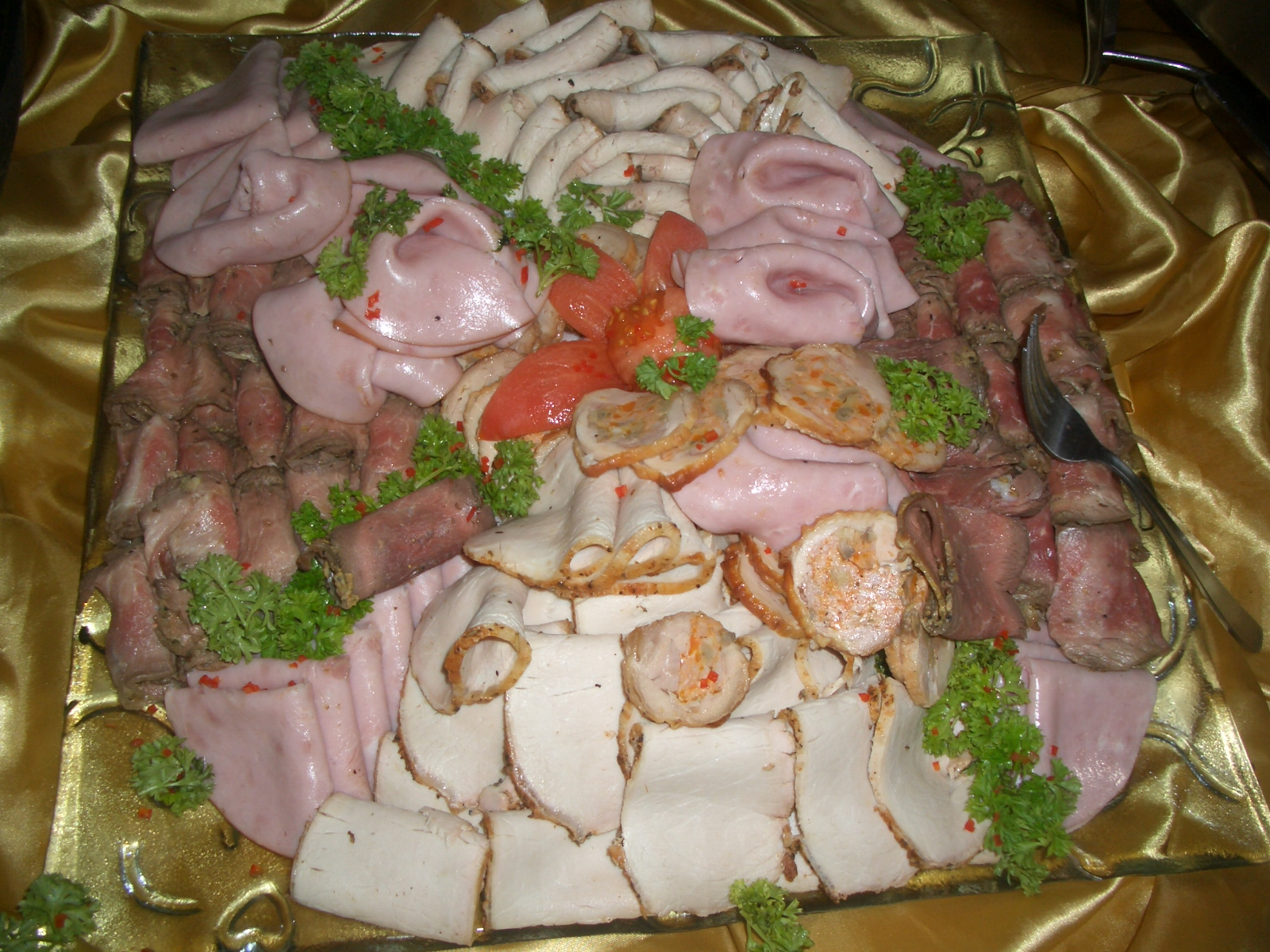
Kallskuret.

Kallskuret är kött och charkvaror som serveras kallt, ofta i skivor på smörgås (det vill säga som smörgåsmat). Kallskuret kan även utgöra basen i en middag som till exempel rostbiff med potatissallad. I Tyskland äts ofta kallskuren skinka och korv, till exempel salami, som tilltugg till öl eller vitt vin. I Sverige är julskinka och tjälknöl typiska rätter som äts kallskurna.

## Källhänvisningar
1. ↑  "kallskuret". NE.se. Läst 10 januari 2015.